# Mildred Bailey
Pour les articles homonymes, voir Bailey.
Mildred Bailey (de son vrai nom Mildred Rinker) est une chanteuse américaine, aux origines blanches et autochtones, née à Tekoa  dans l'État de Washington le 27 février 1907, et morte d'une crise cardiaque à Poughkeepsie (New York) le 12 décembre 1951. C'est la sœur du chanteur Al Rinker (un des membres des « Original Rhythm Boys » qu'on peut entendre dans quelques enregistrements de Duke Ellington et de Paul Whiteman). Du thème Rockin' Chair écrit spécialement pour elle par Hoagy Carmichael en 1932 naîtra son surnom « The Rockin' chair lady ».
Elle fut chanteuse dans des revues californiennes et à la radio avant d'être engagée, elle aussi, dans l'orchestre de Paul Whiteman (1929). Cette collaboration s'achève lorsqu'elle épouse, en 1933, le xylophoniste (puis vibraphoniste) Red Norvo (« Mr. Swing » pour les amateurs de sobriquet : elle sera donc « Mrs Swing »). Mais elle ne fait partie de l'orchestre familial qu'en 1936, après quelques engagements dans d'autres orchestres, et tout en se produisant dans d'autres formations (par exemple avec Benny Goodman en 1934 et 1937).
Après son divorce, en 1939, s'ouvre une période difficile, ponctuée par des problèmes de santé de plus en plus lourds, dus au diabète. Elle apparaît ponctuellement dans des clubs new-yorkais et effectue quelques tournées, pour cesser toute activité durant la dernière décennie de son existence.
On aimerait en faire un des prototypes de ces plantureuses « mamas » noires, mais elle n'est pas noire (bien qu'elle puise partiellement son inspiration chez Bessie Smith et Ethel Waters, qu'elle en ait l'intonation « bluesy » et le swing), sa voix n'a pas l'âpreté de ses modèles, elle évolue avec agilité dans un registre plus aigu, dans un style recherché mais sans affèterie. Peu de blues à son répertoire, mais des thèmes populaires et de vieux standards de jazz. Avant l'apparition des grandes chanteuses « cool » des années 1950, c'est incontestablement la meilleure vocaliste non noire de la musique dite noire.
Toute sa carrière s'étant déroulée bien avant le microsillon HiFi, n'existent que des anthologies bien partielles et arbitraires, mais aussi un exemplaire intégral de ses enregistrements pour la firme Columbia Records de 1933 à 1940 et quelques éditions honnêtes (sur la marque « Classics » en France, et sur Proper en Grande-Bretagne). Les Recorded Sound Archives de la bibliothèque de la Florida Atlantic University possèdent une anthologie des enregistrements de Milred Bailey numérisés.
En 2019, une exposition organisée par le Metropolitan Opéra House présente des photos colorisées de Midred Bailey.